# Елктон (Тенеси)
Елктон (енгл. Elkton) град је у америчкој савезној држави Тенеси.

## Демографија
По попису из 2010. године број становника је 578, што је 68 (13,3%) становника више него 2000. године.
| Група             | 2000.       | 2010.       |
| Белци             | 329 (64,5%) | 427 (73,9%) |
| Афроамериканци    | 179 (35,1%) | 121 (20,9%) |
| Азијати           | 0 (0,0%)    | 0 (0,0%)    |
| Хиспаноамериканци | 0 (0,0%)    | 6 (1,0%)    |
| Укупно            | 510         | 578         |